# Les brebis font de la résistance
Pour plus de détails, voir Fiche technique et Distribution.
Les brebis font de la résistance est un documentaire français réalisé par Catherine Pozzo Di Borgo, sorti en 2009.